# Beaconsfield (Quebec)
Beaconsfield es una ciudad de la aglomeración de Montreal, en la provincia canadiense de Quebec. Es una de las ciudades que conforman la Comunidad metropolitana de Montreal y a su vez, hace parte de la aglomeración de Montreal y de la región administrativa de Montreal. Con una superficie de 11,01 km², Beaconsfield se encuentra en el oeste de la isla de Montreal, y limita con los municipios de Baie-d'Urfé, Sainte-Anne-de-Bellevue, Kirkland y Pointe-Claire.
Toma su nombre de Benjamin Disraeli, primer conde de Beaconsfield, que fue primer ministro del Reino Unido a finales del siglo XIX.

## Población
Según el censo de 2001, la población de Beaconsfield era de 19.310 habitantes. En el censo anterior, el de 1996, el número de habitantes de Beaconsfield era de 19.414, lo que representa que entre 1996 y 2001 la población de esta ciudad se redujo en un 0,5%.
El censo de 2006 mostró una que la tendencia a la disminución de la población en la ciudad se mantenía al registrar 19 194 habitantes, mientras que el censo de 2011 parecía mostrar que la situación se revertía al registrar 19 505 habitantes.
Tradicionalmente, Beaconsfield, como otros municipios del oeste de la isla de Montreal, ha sido residencia de ciudadanos de habla inglesa. Según los datos proporcionados por el censo de 2001, el inglés continúa siendo la lengua materna mayoritaria.
| Los cuatro censos más recientes | Población | Diferencia (%) |
| ------------------------------- | --------- | -------------- |
| Censo de 1996                   | 19 414    | -              |
| Censo de 2001                   | 19 310    | 104 (-0.5%)    |
| Censo de 2006                   | 19 194    | 116 (-0.6%)    |
| Censo de 2011                   | 19 505    | 311 (1.6%)     |

| Lengua materna   | Porcentaje |
| ---------------- | ---------- |
| Inglés           | 55,26%     |
| Francés          | 26,00%     |
| Inglés y francés | 1,62%      |
| Otras lenguas    | 17,12%     |

## Administración local
La comunidad de Beaconsfield, que había permanecido como un municipio independiente de Montreal desde su fundación, pasó a ser un arrondissement (distrito) de la ciudad de Montreal el 1 de enero de 2002, como consecuencia de una ley de la Asamblea Nacional de Quebec. En esta fecha, entró en vigor la ley que establecía la fusión de todos los municipios situados en la isla de Montreal, así como algunas islas adyacentes, que componían hasta entonces la Comunidad Urbana de Montreal, junto con la antigua ciudad.
Esta fusión, sin embargo, no fue bien recibida por la población de todos los nuevos barrios de Montreal, especialmente en el caso de aquellas comunidades de mayoría anglófona como Beaconsfield. Posteriormente, con el acceso de los liberales al gobierno quebequés, se organizó un referéndum sobre la segregación de los municipios fusionados. Esta consulta tuvo lugar el 20 de junio de 2004 en Beaconsfield y en otros veintiún antiguos municipios. De estos, quince (entre ellos Beaconsfield) votaron a favor de volver a ser municipios independientes. Éste segregación entró en vigor el 1 de enero de 2006.
Ahora bien, Beaconsfield no ha recuperado todas las competencias de que disponía antes de la fusión. Algunas de éstas, llamadas competencias de aglomeración, son gestionadas por el Consejo de Aglomeración, formado por la ciudad de Montreal y los municipios segregados.
El actual alcalde es Bob Benedetti y junto con los seis consejeros municipales (uno por cada distrito en que se divide Beaconsfield) forman el Consejo Municipal, el principal órgano director y decisorio de la ciudad.